# براتیا داسکالوی
براتیا داسکالوی (به لاتین: Bratya Daskalovi) یک منطقهٔ مسکونی در بلغارستان است که در Bratya Daskalovi Municipality واقع شده‌است. براتیا داسکالوی ۷۵۰ نفر جمعیت دارد و ۶۷۱ متر بالاتر از سطح دریا واقع شده‌است.